# Сыропятово (Алтайский край)
Сыропятово — упразднённое село в Мамонтовском районе Алтайского края России. На момент упразднения входило в состав Крестьянского сельсовета. Исключено из учётных данных в 1983 году.

## География
Располагалось в пределах Приобском плато, у озера Сыропятовское (памятник природы краевого значения).

## История
До упразднения уездно-губернского деления заселок Сыропятский входил в состав Боровской волости Барнаульского уезда Томской губернии.
В 1930—1957 годы действовал колхоз «За коллективизацию».
Во 2-й половине 1970-х в селе закрыта начальная школа.

## Транспорт
Просёлочные дороги шли от села Травное (Травная), Суслово, Крестьянское.